# شهرستان امبر، میشیگان
شهرستان امبر، میشیگان (به انگلیسی: Amber Township, Michigan) یک منطقهٔ مسکونی در ایالات متحده آمریکا است که در میشیگان واقع شده‌است.

## خصوصیات
شهرستان امبر ۷۲٫۰ کیلومترمربع مساحت و ۲٬۰۵۴ نفر جمعیت دارد و ۲۰۵ متر بالاتر از سطح دریا واقع شده‌است.